# What Price Hollywood?
What Price Hollywood? – amerykański film z 1932 roku w reżyserii George'a Cukora i na podstawie scenariusza wielu autorów.

## Nagrody i nominacje
| Nazwa nagrody | Wygrane            | Nominacje                                                                               |
| ------------- | ------------------ | --------------------------------------------------------------------------------------- |
| Oscar         | 1932 bez rezultatu | 1932 Najlepsze oryginalne materiały do scenariusza Adela Rogers St. Johns i Jane Murfin |